# Record du monde de natation messieurs du 100 mètres brasse
Progression du record du monde de natation sportive messieurs pour l'épreuve du 100 mètres brasse en bassin de 50 et 25 mètres.

## Bassin de 50 mètres
| Temps         | Athlète               | Naissance | Âge | Nationalité          | Compétition                     | Lieu           | Date             |
| ------------- | --------------------- | --------- | --- | -------------------- | ------------------------------- | -------------- | ---------------- |
| 1 min 11 s 4  | Leonid Kolesnikov     |           |     | Union soviétique     |                                 | Moscou         | 2 mai 1961       |
| 1 min 11 s 1  | Chet Jastremski       | 1941      | 20  | États-Unis           |                                 | Chicago        | 2 juillet 1961   |
| 1 min 10 s 8  | Gunter Tittes         |           |     | Allemagne de l'Est   |                                 | Berlin-Est     | 5 juillet 1961   |
| 1 min 10 s 7  | Chet Jastremski       | 1941      | 20  | États-Unis           |                                 | Tokyo          | 28 juillet 1961  |
| 1 min 10 s 0  | Chet Jastremski       | 1941      | 20  | États-Unis           |                                 | Tokyo          | 30 juillet 1961  |
| 1 min 09 s 5  | Chet Jastremski       | 1941      | 20  | États-Unis           |                                 | Osaka          | 3 août 1961      |
| 1 min 07 s 8  | Chet Jastremski       | 1941      | 20  | États-Unis           |                                 | Los Angeles    | 20 août 1961     |
| 1 min 07 s 5  | Chet Jastremski       | 1941      | 20  | États-Unis           |                                 | Los Angeles    | 20 août 1961     |
| 1 min 07 s 4  | Georgy Prokopenko     |           |     | Union soviétique     |                                 | Bakou          | 26 mars 1964     |
| 1 min 06 s 9  | Georgy Prokopenko     |           |     | Union soviétique     |                                 | Moscou         | 3 septembre 1964 |
| 1 min 06 s 7  | Vladimir Kosinsky     |           |     | Union soviétique     |                                 | Leningrad      | 8 novembre 1967  |
| 1 min 06 s 4  | Jose Fiolo            | 1950      | 18  | Brésil               |                                 | Rio de Janeiro | 19 février 1968  |
| 1 min 06 s 2  | Nikolai Pankin        | 1949      | 19  | Union soviétique     |                                 | Moscou         | 18 avril 1968    |
| 1 min 05 s 8  | Nikolai Pankin        | 1949      | 20  | Union soviétique     |                                 | Magdebourg     | 20 avril 1969    |
| 1 min 05 s 68 | John Hencken          | 1954      | 28  | États-Unis           |                                 | Munich         | 29 août 1972     |
| 1 min 05 s 13 | Nobutaka Taguchi      | 1951      | 21  | Japon                |                                 | Munich         | 29 août 1972     |
| 1 min 04 s 94 | Nobutaka Taguchi      | 1951      | 22  | Japon                |                                 | Munich         | 4 septembre 1973 |
| 1 min 04 s 35 | John Hencken          | 1954      | 29  | États-Unis           |                                 | Belgrade       | 4 septembre 1973 |
| 1 min 04 s 02 | John Hencken          | 1954      | 29  | États-Unis           |                                 | Belgrade       | 4 septembre 1973 |
| 1 min 03 s 88 | John Hencken          | 1954      | 30  | États-Unis           |                                 | Concord        | 31 août 1974     |
| 1 min 03 s 62 | John Hencken          | 1954      | 32  | États-Unis           |                                 | Montréal       | 19 juillet 1976  |
| 1 min 03 s 11 | John Hencken          | 1954      | 32  | États-Unis           |                                 | Montréal       | 20 juillet 1976  |
| 1 min 02 s 86 | Gerald Mörken         | 1959      | 18  | Allemagne de l'Ouest |                                 | Jönköping      | 18 août 1977     |
| 1 min 02 s 62 | Steve Lundquist       | 1961      | 21  | États-Unis           |                                 | Mission Viejo  | 19 juillet 1982  |
| 1 min 02 s 53 | Steve Lundquist       | 1961      | 21  | États-Unis           |                                 | Indianapolis   | 21 août 1982     |
| 1 min 02 s 34 | Steve Lundquist       | 1961      | 22  | États-Unis           |                                 | Clovis         | 6 août 1983      |
| 1 min 02 s 28 | Steve Lundquist       | 1961      | 22  | États-Unis           |                                 | Caracas        | 17 août 1983     |
| 1 min 02 s 13 | John Moffet (en)      | 1964      | 20  | États-Unis           |                                 | Indianapolis   | 25 juin 1984     |
| 1 min 01 s 65 | Steve Lundquist       | 1961      | 23  | États-Unis           |                                 | Los Angeles    | 29 juillet 1984  |
| 1 min 01 s 49 | Adrian Moorhouse      | 1964      | 25  | Royaume-Uni          |                                 | Bonn           | 15 août 1989     |
| 1 min 01 s 45 | Norbert Rózsa         | 1972      | 19  | Hongrie              |                                 | Perth          | 7 janvier 1991   |
| 1 min 01 s 29 | Norbert Rózsa         | 1972      | 19  | Hongrie              |                                 | Athènes        | 20 août 1991     |
| 1 min 00 s 95 | Károly Güttler        | 1968      | 25  | Hongrie              |                                 | Sheffield      | 3 août 1993      |
| 1 min 00 s 60 | Fred Deburghgraeve    | 1973      | 23  | Belgique             |                                 | Atlanta        | 20 juillet 1996  |
| 1 min 00 s 36 | Roman Sludnov         | 1980      | 20  | Russie               |                                 | Moscou         | 15 juin 2000     |
| 1 min 00 s 29 | Ed Moses              | 1980      | 21  | États-Unis           |                                 | Austin         | 28 mars 2001     |
| 1 min 00 s 26 | Roman Sludnov         | 1980      | 21  | Russie               |                                 | Moscou         | 28 juin 2001     |
| 59 s 97       | Roman Sludnov         | 1980      | 21  | Russie               |                                 | Moscou         | 29 juin 2001     |
| 59 s 94       | Roman Sludnov         | 1980      | 21  | Russie               |                                 | Fukuoka        | 23 juillet 2001  |
| 59 s 78       | Kōsuke Kitajima       | 1982      | 21  | Japon                |                                 | Barcelone      | 21 juillet 2003  |
| 59 s 30       | Brendan Hansen        | 1981      | 24  | États-Unis           |                                 | Long Beach     | 8 juillet 2004   |
| 59 s 13       | Brendan Hansen        | 1981      | 25  | États-Unis           |                                 | Irvine         | 2 août 2006      |
| 58 s 91       | Kōsuke Kitajima       | 1982      | 26  | Japon                | Jeux olympiques (f)             | Pékin          | 11 août 2008     |
| 58 s 67       | Igor Borysik          | 1984      | 25  | Ukraine              |                                 | Kharkiv        | 13 juin 2009     |
| 58 s 58       | Brenton Rickard       | 1983      | 25  | Australie            | Championnats du monde (f)       | Rome           | 27 juillet 2009  |
| 58 s 46       | Cameron van der Burgh | 1988      | 24  | Afrique du Sud       | Jeux olympiques (f)             | Londres        | 29 juillet 2012  |
| 57 s 92       | Adam Peaty            | 1994      | 21  | Royaume-Uni          | Championnats de Grande-Bretagne | Londres        | 17 avril 2015    |
| 57 s 55       | Adam Peaty            | 1994      | 21  | Royaume-Uni          | Jeux olympiques (séries)        | Rio de Janeiro | 6 août 2016      |
| 57 s 13       | Adam Peaty            | 1994      | 21  | Royaume-Uni          | Jeux olympiques (finale)        | Rio de Janeiro | 8 août 2016      |
| 57 s 10       | Adam Peaty            | 1994      | 23  | Royaume-Uni          | Championnats d'Europe (finale)  | Glasgow        | 4 août 2018      |
| 56 s 88       | Adam Peaty            | 1994      | 24  | Royaume-Uni          | Championnats du monde (d)       | Gwangju        | 21 juillet 2019  |

### Meilleurs temps lancés
Il s'agit ici, non pas de records du monde officiels mais des meilleurs temps effectués dans des relais avec ce que l'on appelle un départ lancé.
| Temps   | Athlète         | Naissance | Âge | Nationalité | Compétition                | Lieu           | Date         |
| ------- | --------------- | --------- | --- | ----------- | -------------------------- | -------------- | ------------ |
| 57 s 80 | Brenton Rickard | 1983      | 25  | Australie   | Championnats du monde (f)  | Rome           | 2 août 2009  |
| 57 s 74 | Adam Peaty      | 1994      | 20  | Royaume-Uni | Championnats du monde (rf) | Kazan          | 9 août 2015  |
| 56 s 59 | Adam Peaty      | 1994      | 21  | Royaume-Uni | Jeux olympiques (rf)       | Rio de Janeiro | 13 août 2016 |

## Bassin de 25 mètres
| Temps   | Athlète                | Naissance | Âge | Nationalité    | Compétition                       | Lieu             | Date             |
| ------- | ---------------------- | --------- | --- | -------------- | --------------------------------- | ---------------- | ---------------- |
| 59 s 07 | Philip Rogers          | 1971      | 22  | Australie      |                                   | Vienne           | 27 août 1993     |
| 59 s 02 | Frederik Deburghgraeve | 1973      | 23  | Belgique       |                                   | Bastogne         | 17 février 1996  |
| 58 s 79 | Frederik Deburghgraeve | 1973      | 25  | Belgique       |                                   | Vienne           | 3 décembre 1998  |
| 58 s 51 | Roman Sludnov          | 1980      | 20  | Russie         |                                   | Athènes          | 17 mars 2000     |
| 58 s 05 | Ed Moses               | 1980      | 20  | États-Unis     |                                   | Minneapolis      | 24 mars 2000     |
| 57 s 66 | Ed Moses               | 1980      | 20  | États-Unis     |                                   | Minneapolis      | 24 mars 2000     |
| 57 s 47 | Ed Moses               | 1980      | 22  | États-Unis     | Coupe du monde                    | Stockholm        | 23 janvier 2002  |
| 56 s 88 | Cameron van der Burgh  | 1988      | 20  | Afrique du Sud | Coupe du monde (f)                | Moscou           | 9 novembre 2008  |
| 56 s 39 | Cameron van der Burgh  | 1988      | 21  | Afrique du Sud | Championnats d'Afrique du Sud (d) | Pietermaritzburg | 8 août 2009      |
| 55 s 99 | Cameron van der Burgh  | 1988      | 21  | Afrique du Sud | Championnats d'Afrique du Sud (f) | Pietermaritzburg | 9 août 2009      |
| 55 s 61 | Cameron van der Burgh  | 1988      | 21  | Afrique du Sud | Coupe du monde (f)                | Berlin           | 15 novembre 2009 |
| 55 s 49 | Adam Peaty             | 1994      | 25  | Royaume-Uni    | International Swimming League     | Budapest         | 15 novembre 2020 |
| 55 s 41 | Adam Peaty             | 1994      | 25  | Royaume-Uni    | International Swimming League     | Budapest         | 22 novembre 2020 |
| 55 s 34 | Ilya Shymanovich       | 1994      | 26  | Biélorussie    | Championnats de Biélorussie       | Brest            | 19 décembre 2020 |
| 55 s 32 | Ilya Shymanovich       | 1994      | 27  | Biélorussie    | International Swimming League     | Eindhoven        | 19 novembre 2021 |
| 55 s 28 | Ilya Shymanovich       | 1994      | 27  | Biélorussie    | International Swimming League     | Eindhoven        | 26 novembre 2021 |

## 100 yards brasse
| Temps   | Athlète         | Naissance | Âge | Nationalité                        | Compétition             | Lieu            | Date            |
| ------- | --------------- | --------- | --- | ---------------------------------- | ----------------------- | --------------- | --------------- |
| 51 s 86 | Jeremy Linn     | 1975      | 22  | États-Unis Université du Tennessee |                         |                 | 21 février 1997 |
| 51 s 56 | Mike Alexandrov | 1985      | 22  | États-Unis Université Northwestern | Championnats NCAA (f)   | Minneapolis     | 16 mars 2007    |
| 51 s 41 | Damir Dugonjic  | 1988      | 21  | Slovénie Université de Californie  | Pacific 10 championship | Long Beach      | 6 mars 2009     |
| 50 s 86 | Damir Dugonjic  | 1988      | 21  | Slovénie Université de Californie  | Championnats NCAA (f)   | College Station | 27 mars 2009    |
| 50 s 74 | Kevin Cordes    | 1993      | 20  | Université d'Arizona               | Championnats NCAA (f)   | Indianapolis    | 29 mars 2013    |
| 50 s 03 | Caeleb Dressel  | 1996      | 21  | Minneapolis                        | Championnat NCAA        | Minneapolis     | 17 février 2018 |